# اونیگیری
اونیگیری (به ژاپنی: おにぎり Onigiri) یا اوموسوبی یک نوع گوهان (برنج) شکل داده شده‌است. ممکن است به برنج ژاپنی پخته‌شده مزه اضافه شود یا مواد غذایی در داخل برنج قرار داده‌شود و با فشردن به شکل سه گوش یا گرد شکل داده‌می‌شود. در ژاپن از قدیم به عنوان غذای همراه استفاده می‌شده‌است. عرضهٔ اونیگیری توسط شبک‌های بزرگ تجارت غذای ژاپنی باعث شناساندن و فروش آن در کشورهای دیگر جهان شده‌است.
در قدیم اونیگیری روشی برای مصرف برنج‌های باقی‌مانده از غذا بود اما امروزه از نظر مزه، حفاظت از غذا و دوام مواد آن و آسانی حمل جهت غذای همراه مورد توجه است.

## تاریخچه

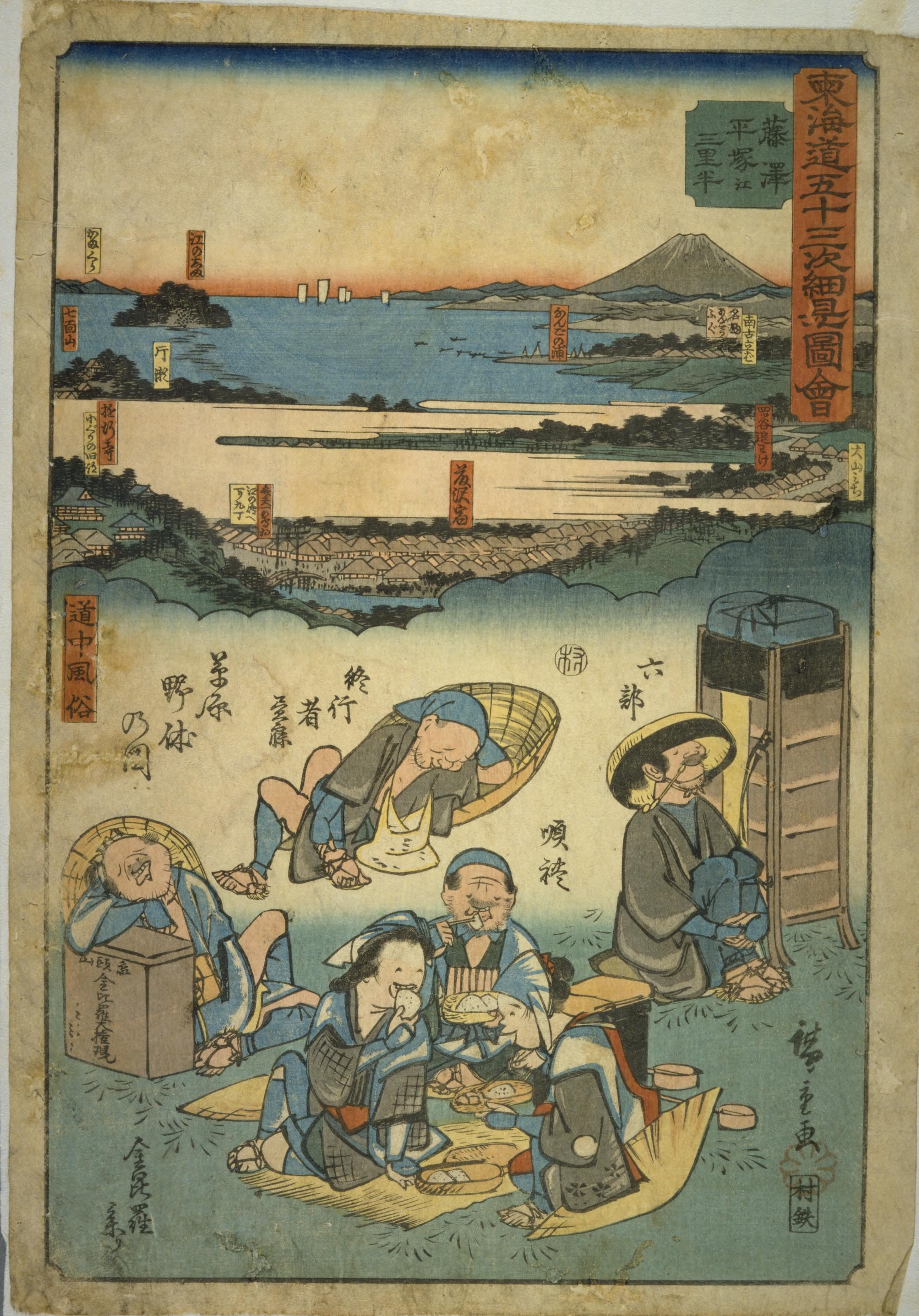
مسافران در حال خوردن اونیگیری, اثر هیروشیگه, ۱۸۴۵

### ماقبل تاریخ
در ۱۲ نوامبر ۱۹۸۷، توده‌هایی از دانه‌های برنج کربنی شده، که گمان می‌رود توپ های برنج هستند، از ساختمانی متعلق به دوره یایویی (۲۰۰۰ سال پیش) در خرابه‌های سوگیتانی چانوباتاکه در استان ایشیکاوا حفاری شدند. برنج کربن دار دارای آثاری بود که نشان می داد که توسط دست انسان شکل گرفته است، بنابراین در ابتدا به عنوان "قدیمی ترین اونیگیری" ثبت شد. از آن زمان، به طور آکادمیک به آن "کله های برنج کربنیزه شده چیماکی" می گویند‌.
در ناکانوتو، ماکتی از یادگار در ایستگاه کنار جاده ای Orihime-no-sato Nakanoto به نمایش گذاشته شده است.

## نگارخانه

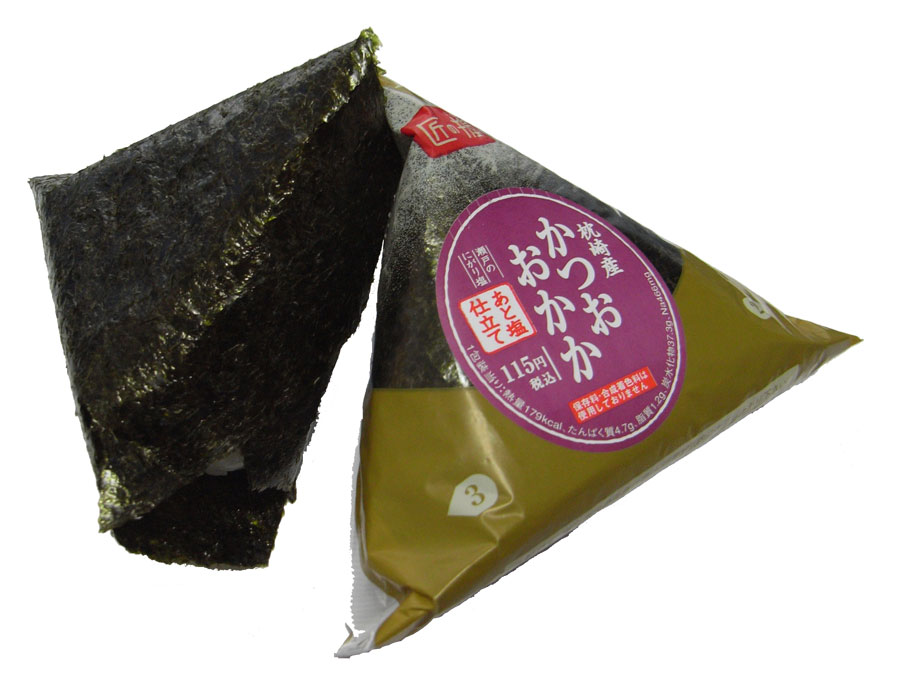
اونیگیری برای فروش
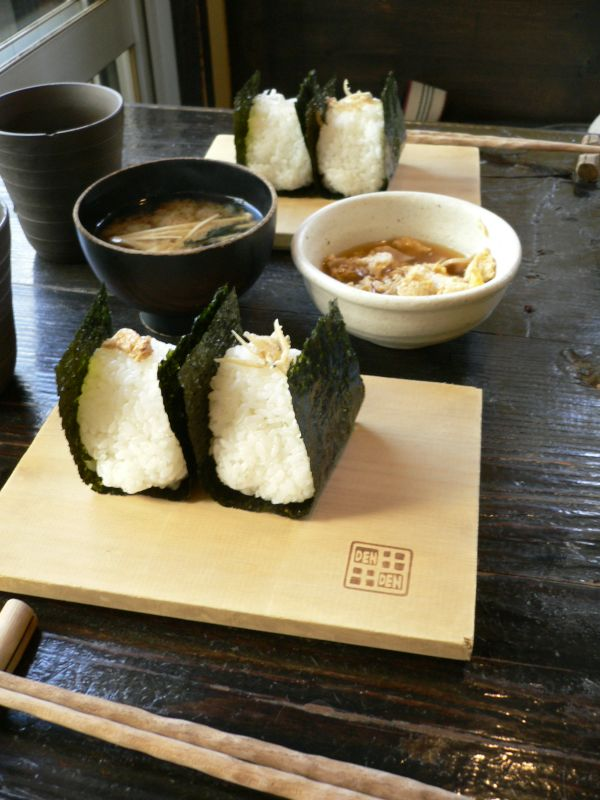
اونیگیری در رستوران